# Arimaspi
Arimaspii sunt un popor mitic de oameni cu un singur ochi, care locuiesc în munți păzind aurul. Mitul a fost preluat din legendele sciților în cele slave.